# Nicole Coopersmith
Nicole Coopersmith (* 8. Mai 1999) ist eine US-amerikanische Tennisspielerin.

## Karriere
Coopersmith spielt bislang fast ausschließlich Turniere auf der ITF Women’s World Tennis Tour, wo sie bisher zwei Einzeltitel gewinnen konnte.
In der deutschen Tennis-Bundesliga der Damen trat sie 2017 für den TC Radolfzell an.

## College Tennis
Coopersmith spielte für die Damentennismannschaft der Seahawks der Keiser University.

## Turniersiege

### Einzel
| Nr. | Datum           | Turnier    | Kategorie   | Belag | Finalgegnerin          | Ergebnis       |
| --- | --------------- | ---------- | ----------- | ----- | ---------------------- | -------------- |
| 1.  | 30. August 2015 | Cakovec    | ITF $10.000 | Sand  | Gabriela Pantůčková    | 7:62, 3:6, 6:1 |
| 2.  | 2. Oktober 2016 | Charleston | ITF $10.000 | Sand  | Ingrid Gamarra Martins | 6:3, 6:4       |